# Babics Imre
Babics Imre (Budapest, 1961. június 14. –) József Attila-díjas magyar költő.

## Életpályája
Szülei: Babics Imre szerszámkészítő és Vakán Julianna gépírónő. 1978-ban szülei elváltak. 1979-ben érettségizett. 1990-1991 között a Magyar Tudományos Akadémia Soros Alapítványának ösztöndíjasa volt. A Napút folyóirat rovatvezetője. 1999 óta Bakonyszücsön él.

## Költészete
A XX. század végén fellépő új költői nemzedék tagja. Vonzódik a keleti filozófiákhoz és szívesen választja a klasszikus műfajokat, pl. az eposzt, haikut, slókát.
Főművéről, a Gnózisról Boldogh Dezső, Búzás Huba, Füleki Gábor, Hegyi Zoltán Imre, Prágai Tamás is elmélyült, méltató tanulmányt írt, Szörényi László korszakos remekműnek nevezte.

## Kritikai vélemények munkásságáról
A hexameter: a líraviláguralom adathordozója. Babics műve, a Gnózis, nyilvánvaló módon kísérlet a szakrális terror költészetként való megvalósítására. A költészet ebben az értelemben a lét esztétikai szemlélete. De a hexameter nagy kérdése mégis: maga a nyelv. Hogyan tehető alkalmassá a nyelv arra, hogy benne megszólalhasson a hexameter géniusza. (Verstörténés. A lélek örömei. Prágai Tamás esszéje Babics Imréről, 2015)
Babics Imre van ma a legtávolabb a költő-celebségtől, keveset mutatja magát, a nyüzsgésből visszahúzódott egy kis bakonyi faluba; csak a megjelent művek által van jelen az irodalomban – a szereplés önmagát kerepeltető zajkeltéséből semmit nem vállal. (Hegyi Zoltán Imre: Mindenki, kivétel nélkül, 2019)
A Gnózis radikalitása, pazar cselekményszövete, ötlet-bombái, humora, verses betétekkel, hangjátékaival, felvezető „gyorsregényével” együtt akár az ínyenc irodalmi közönség figyelmére érdemes is lehetne, akik pl. Hamvast, Szentkuthy-t, Határ Győzőt, Joyce-t, és a hasonló szerzőket méltányolni képesek. Nem mintha Babicsot velük, vagy bárkivel rokonítani kellene, vagy felmerült  volna benne az irodalmi  irányzatokhoz, írói klikkekhez tartozás vágya. Sőt, határozottan menekült az efféle dolgok elől. (Boldogh Dezső Születésnapi feljegyzés, 2021)
Amit  az olvasó a kezében tart: eposz. Regénynek álcázott eposz, ám már alcíme is árulkodik valódi mivoltát illetően: Gnózis-ének, azaz ének abban az értelemben, mint a Nibelung-ének vagy az Iliász. Ének a transzcendenshez.  Minden sora külön-külön emésztendő, akárcsak az ókori nagy eposzok mondatai. (Füleki Gábor: Regényfényhegy, 2021)

A kötet (Dérkristályok Növekvő Sóhajából), ez a nagyszabású gondolati eposz, mintegy madáchi panorámát nyújt, de történelmi színeknél-felszíneknél mélyebbre tekint: archaikus teremtésmítoszok és futurisztikus utópiavariációk gondolati dimenzióját nyitja egybe; szellemtani eredők dicséretéből ökofilozofikus civilizációkritikát bont ki; a vallomásos és a himnikus regisztert keveri, de a keserűség morális alakzataitól sem tartóztatja meg magát. (Halmai Tamás: Örökítőszellem, 2022)

## Magánélete
1984-ben feleségül vette Lakatos Zsuzsannát. Egy lányuk született: Viktória Klaudia (1985).

## Művei
- A Kék Ütem Lovagrend (versek, Magvető, Budapest, 1989)
- Magyarok kertje (eposz, Arkánum Kiadó, 1991)
- Két lépés a függőhídon (eposz, színmű, JAK–Pesti Szalon, 1993)
- A széthajtogatott fekete doboz (eposz, 1993)
- Warning (dráma, 1993)
- Ködkeselyűk (színművek, Szivárvány, 1996)
- Plekniterápia. Versek a Gnózisból; Békés Megyei Könyvtár–Körös Irodalmi Társaság, Békéscsaba, 2001 (Körös könyvtár)
- Hármashatár-heg (versek, Napkút, Budapest, 2007)
- Gnózis (regény, Napkút, Budapest, 2013)
- Sztármajom többszörös alkonyatban (versek, Napkút, Budapest, 2015)
- Tűtükör (haikuk, Napkút, Budapest, 2016)
- Abrak a vadnak, ablak a vaknak. 77 vers (Napkút, Budapest, 2017)
- Ki hallgat itt rekedt ikreket, 1-2. (versek); Cédrus Művészeti Alapítvány, Budapest, 2021
  - 1. Kő ködön. Fraktálepika
  - 2. Csendes esély. Pontlíra
- Dérkristályok Növekvő Sóhajából (versek); Cédrus Művészeti Alapítvány, Budapest, 2022
- Poszt a humuszon; Cédrus Művészeti Alapítvány, Budapest, 2024

## Elismerései

### Díjak
- A Jövő Irodalmáért Díj (1989)
- Bölöni György-díj (elsőkötetesek díja, Művészi Alap, 1989)
- Sziveri János-díj (1992)
- József Attila-díj (2020)
- Artisjus Irodalmi Díj, költészet kategória (2023)[3]

### Ösztöndíjak
- Móricz Zsigmond-ösztöndíj (1992)
- Örkény István drámaírói ösztöndíj (1999)
- NKA-ösztöndíj (2014, 2017)
- MMA-ösztöndíj (2018, 2019)

## Szervezeti tagságok
- Magyar Írószövetség (2013)
- MMA köztestülete (2021)